# فرودگاه پورتو بولیوار
 فرودگاه پورتو بولیوار (به انگلیسی: Puerto Bolívar Airport) (به زبان بومی: Aeropuerto Puerto Bolívar) یک فرودگاه خصوصی است که یک باند فرود آسفالت دارد و طول باند آن ۱۶۸۹ متر است. این فرودگاه در کشور کلمبیا قرار دارد و در ارتفاع ۲۷ متری از سطح دریا واقع شده است.